# Chaos UK
Chaos UK es una banda inglesa de hardcore punk formada en el año 1979 en Portishead, Reino Unido, cerca de Bristol.

## Historia
Cambiaron rápidamente de estilo, de Hard rock al hardcore punk. La formación original de Simon en la voz, Andy en la guitarra, el Chaos (también conocido como "Lice") en el bajo y Potts a la batería grabó dos EP y un LP completo: Riot City Records, con Chaos a cargo de las voces. En el proceso, junto a bandas de Bristol como Disorder y Discharge revolucionó la escena punk HC. En particular, en los 80, varias bandas japonesas de punk HC estuvieron muy influenciados por bandas como Chaos UK y Disorder. 
Chaos UK hizo su debut con un LP notable por su velocidad y contundencia. El sello editor afirmó que era "el más rápido, el más ruidoso LP del cosmos", en una publicación en la revista "Punk Lives" de poca duración. 
A Mediados de los 80, Chaos era el único miembro original en la banda. Se le unieron Mower en la voz, Gabba en guitarra y Chuck en batería. El resto del Reino Unido, Chaos UK es el pilar y eje central de la escena hardcore punk. La banda participó en cientos de espectáculos en todo el mundo, incluso Japón, donde fue la primera banda punk de inglés en hacerlo. En esa ocasión tuvieron un baterista suplente: Blackmore de la banda de punk, Bristol Lunatic Fringe. También tuvieron conciertos en EE. UU., México y en toda Europa.

## Discografía

### Demos
- Demo (1981)

### Álbumes
- Chaos UK (1983)
- Short Sharp Shock (1984)
- Chipping Sodbury Bonfire Tapes (1989)
- Enough to Make You Sick (1991)
- Total Chaos (1991)
- Floggin' the Corpse (1996)
- Morning After the Night Before (1997)
- Heard it, Seen it, Done it (1999)
- Kanpai (2000)

### Live Albums
- Live in Japan (1991)
- One hundred percent two fingers in the air punk rock (1994)

### Álbumes Splits
- Chaos UK/Extreme Noise Terror (1986)
- Chaos UK/Raw Noise (1991)
- Death Side/Chaos UK (1993)
- Chaos UK/Assfort (2000)
- Chaos UK/FUK (2007)

### EP
- Burning Britain (1982)
- Loud Political & Uncompromising (1982)
- Just Mere Slaves (1984)
- Headfuck (1989)
- Head On A Pole (1991)
- 100% Two Fingers in the Air Punk Rock (1993)
- Secret Men (1993)
- King for A Day (1996)

### Compilaciones
- The Singles (1984)
- Short Sharp Shock (1991)
- Radioactive Earslaughter/100% Two Fingers in the Air (1993)
- The Best of Chaos UK (1999)
- Enough to Make You Sick/Chipping Sodbury (1993)

### Apariciones en Compilaciones
- Punk and Disorderly (1982) (con "4 Minute Warning")
- Riotous Assembly (1982) (con "Senseless Conflict")
- UK/DK (1983) (con "No Security")
- Digging in Water (1986) (con "Kill your Baby" a different/faster version)
- Punks Not Dread (1991) (con "For Adolfs Only", "Bone Idol", "Brain Bomb")

- Datos: Q1062552